# Otakarka
Otakarka neboli Otakarova bašta je gotická poloválcová hradební bašta v Českých Budějovicích. Pod názvem hradební věž Otakarova s katalogovým číslem 1000127454_0007 je vedena jako součást památkově chráněného městského opevnění.

## Podoba a historie
Vznikla ve 13. století při budování hlavní (nejstarší) městské hradby. Ta dosahovala výšky až 7 metrů a šířky v patě až 1,6 metru. Bašta půlkruhově vystupuje z hlavní hradební zdi směrem do parkánu (dnešní Biskupská zahrada), směrem k městu je plochá. Je možné, že poloválcové bašty byly původně směrem k městu otevřené a k uzavření došlo teprve během pozdně gotických úprav opevnění na přelomu 15. a 16. století. 8 metrů vysokou a 7,5 metru širokou dvoupatrovou konstrukci s plochými stropy kryje vysoká kuželová střecha vybavená dvojicí vikýřů. Hladkou fasádu prolamují původní střílny ve druhém patře a novodobě vybouraná okna v prvním patře. V 19. století totiž byla věž adaptována k obytným účelům, což dokládá i přistavěný komín. Dochovala se také pozdně barokní vstupní vrata umístěná do zazdívky pod původním hradebním ochozem.
Leopold Maria Zeithammer v roce 1904 uvedl, že replika mučidla železná panna byla uložena v Otakarce.